# Anderson Hills
Anderson Hills är ett bergsområde i Västantarktis, i ett område som Argentina, Chile och Storbritannien gör anspråk på. Den högsta punkten ligger 816 meter över havet.
Terrängen runt Anderson Hills är platt åt sydost, men åt nordväst är den kuperad.